# Энклитики в древнерусском языке
К энклитикам в древнерусском языке относятся частицы, личные местоимения в винительном и дательном падежах, возвратное местоимение ся и глаголы-связки. В древнерусском языке энклитики делятся на два типа — основной (относящиеся по смыслу ко всей фразе) и специальный (относящиеся только к отдельному слову, но не сказуемому). Энклитики основного типа подчиняются закону Ваккернагеля — располагаются после первой тактовой группы во фразе. Энклитики специального типа располагаются непосредственно после того слова, к которому они относятся. Особый случай представляет собой энклитика ся, которая может стоять как перед глаголом, к которому относится (препозиция), так и после него (постпозиция).

## Закон Ваккернагеля в древнерусском языке
Закон Ваккернагеля состоит в том, что в древних индоевропейских языках энклитики, относящиеся к фразе в целом, стоят после первой тактовой группы фразы. Для описания действия закона Ваккернагеля в конкретном языке необходимо выявить следующие особенности:
- Какие именно отрезки речи являются фразами, в которых необходимо выделять первую тактовую группу;
- Какие именно словоформы являются энклитиками, относящимися ко всей фразе в целом;
- В каком порядке энклитики располагаются в группах.

В древнерусском языке закон Ваккернагеля строго действовал только в живой речи, в письменных же текстах заметно влияние церковнославянской нормы. Так например, глаголы-связки могли трактоваться как полноударные словоформы и вследствие этого ставиться в любом месте фразы. Поэтому в письменных источниках на древнерусском языке закон Вакернагеля выполняется тем точнее, чем ближе их текст к живой разговорной речи. Наиболее точно выполняется закон Ваккернагеля в текстах новгородских берестяных грамот.
Закон Ваккернагеля строго действовал в древнерусском языке в ранний период (XI—XIII веках), в более поздний период (XIII—XV веках) происходило его постепенное размывание, а к началу XVIII века закон Ваккернагеля в русском языке практически исчез.

## Классификация энклитик в древнерусском языке
Энклитики древнерусского языка подразделяются на два типа (основной и специальный) в зависимости от того, к какой части предложения они относятся. Энклитики основного типа образуют 8 рангов в зависимости от их взаимного расположения в группе (скоплении энклитик в одной фразе).

### Типы энклитик
Существует два типа энклитик древнерусского языка — основной, или ваккернагелевский, и специальный. К основному типу относятся энклитики, относящиеся ко всей фразе целиком или к сказуемому — же (жь), ли, бо, частица ти, нъ, бы, местоимения в дательном (ми, ти, ны) и винительном (мя, ся) падежах, а также глаголы-связки еси, есвѣ, еста. Такие энклитики в древнерусском языке, как правило, подчиняются закону Вакернагеля и ставятся после первого фонетического слова во фразе. Особым случаем является энклитика ся, которая может стоять как перед глаголом, к которому она относится (препозиция), так и после него (постпозиция). К специальному типу относится, в частности, энклитика то.

### Ранги энклитик
Древнерусские энклитики в зависимости от положения в группе подразделяются на восемь рангов, в группе энклитика стоит тем левее, чем выше её ранг; энклитика 1 ранга располагается левее остальных, энклитика 2 ранга — правее энклитики 1 ранга, но левее энклитики 3 ранга и так далее.
- 1 ранг: же (жь)
- 2 ранг: ли
- 3 ранг: бо
- 4 ранг: частица ти
- 5 ранг: бы
- 6 ранг: местоимения в дательном падеже
- 7 ранг: местоимения в винительном падеже
- 8 ранг: глаголы-связки.

В основном, чем раньше слово стало энклитикой, тем меньше ранг. Самые старые энклитики — ранга 1-3, самые новые — 7-8.

### Энклитика ся
Энклитика ся в древнерусском языке может как предшествовать глаголу (препозиция), так и стоять после него (постпозиция). В зависимости от структуры фразы, а также грамматической формы и позиции глагольной формы в предложении можно разделить случаи препозиции и постпозиции на несколько разрядов.
1. Фразы, начинающиеся с глагола или проклитики, за которой следует глагол. Для этой конструкции характерна постпозиция ся: то растѣкашется мыслію по древу («то растекался мыслию по древу»; проклитика то плюс глагол); бишася день, бишася другый (бились день, бились другой)[9]
2. Для инфинитива характерна препозиция ся: могоу сѧ съ тобою ѧти на водоу[10]; Нѣ льзѣ ми сѧ с тобою рѧдити[11].
3. Наиболее характерна препозиция ся для фраз с начальным местоимением: а въ томь ми сѧ не исправилъ въ борзѣ[12]; тобѣ сѧ оуже не ворочати, ни мнѣ[13].
4. Во фразах с начальным знаменательным словом преобладает препозиция ся, при этом, если в начале стоит подлежащее, постпозиция встречается несколько чаще. Постпозиция объясняется наличием факультативного ритмико-синтаксического барьера после первой тактовой группы фразы. А ныне сѧ дроужина по мя пороучила[14]; рѣкы ся смерзывають[11] (препозиция); с людми оутвердисѧ[15]; А вьжники творѧтесѧ въдавоше Собыславоу цетыри гривне[16] (постпозиция).
5. Проклитико-эклитический комплекс возникает тогда, когда союз или другая проклитика принимает на себя функцию начальной тактовой группы, тем самым притягивая к себе энклитики: оти сѧ соцете со мною[17].
6. В случае двучленной начальной составляющей во фразе безусловной нормой является постпозиция ся: ваше борт(н)ико окралосѧ первы (ваша пасека обокрадена первой)[18]; того всего каюсѧ (ср. а того сяѧ каю в конструкции с одночленной начальной составляющей)[11]. Однако в очень редких случаях может встречаться также и препозиция: зѧть си сѧ король кланяеть (зять-король тебе кланяется)[13] съ гроубою сѧ чадью пьрѣхъ[19];
7. При причастиях в нечленной форме преобладает постпозиция ся: а со мною не спрошався[20], однако в наиболее древних памятниках представлена и препозиция: то из оцью бы сѧ вытьрьго притькль[21].
8. При причастиях в членной форме и супинах обязательна постпозиция: крѣпко бившимъся (крепко бились), ѣдем битъсѧ (едем биться).

В очень ранних памятниках также изредка встречаются примеры, когда одна энклитика ся относится к двум однородным глаголам: то никтоже вас не может вредитисѧ и оубити (повредиться и убиться).

## Исследование и роль в изучении памятников письменности
Изучением распределения энклитик в древних славянских текстах занимались Роман Якобсон и Андрей Зализняк. По мнению Андрея Зализняка, результат анализа выполнения закона Ваккернагеля в древнерусских текстах может послужить аргументом в пользу их подлинности. Ввиду влияния на письменные источники церковнославянской нормы невыполнение или слабое выполнение закона Ваккернагеля может свидетельствовать как о подделке, так и том, что автор плохо владел живой речью или же о стремлении к соблюдению церковнославянской нормы; однако строгое его выполнение не может возникнуть случайно и указывает на подлинность памятника. В частности, именно строгое соблюдение закона Ваккернагеля в «Слове о полку Игореве» использовали в качестве одного из аргументов в пользу его подлинности Андрей Зализняк и Роман Якобсон.